# هنتر هنري
هنتر هنري (بالإنجليزية: Hunter Henry)‏ هو لاعب كرة قدم أمريكية أمريكي، ولد في 7 ديسمبر 1994 في ليتل روك في الولايات المتحدة.

## وصلات خارجية
- هنتر هنري على موقع إي إس بي إن.كوم (أن.أف.أل)3
- هنتر هنري على موقع مرجع كرة القدم المحترفة.كوم (الإنجليزية)
- هنتر هنري على موقع كلية كرة القدم في سبورتس رفرنس.كوم (الإنجليزية)